# EuTV Chișinău
EuTV Chișinău este un post de televiziune din Republica Moldova. Postul a fost înființat în anul 2002 ca un post public în proprietatea municipalității Chișinău și a fost privatizat în 2007, fiind cumpărat de Igor Boldureanu. EuTV avea în decembrie 2006 o acoperire de aproximativ 40% din teritoriul țării, prezentând emisiuni în limbile română, rusă și engleză. 
EuTV emitea 20 ore pe zi de luni până vineri și 24 ore în zilele de weekend.
La 8 martie 2011 Eu TV și-a schimbat numele în Euro TV. De luni până vineri la ora 18:00 programele sunt prezentate de Anna Smolnițchi și la ora 20:30 sunt prezentate de Dorina Iurcu.